# 金库

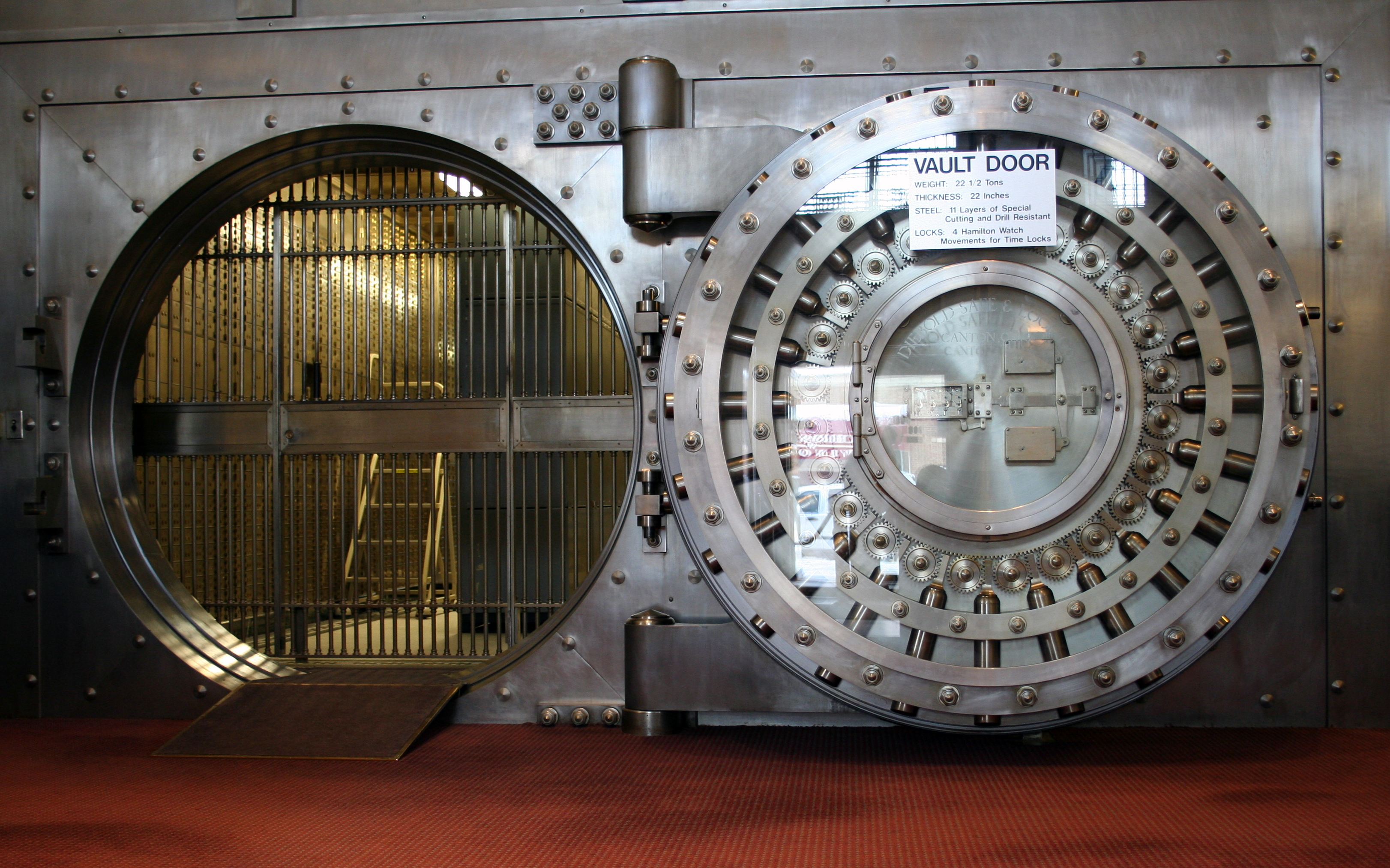
銀行金庫入口

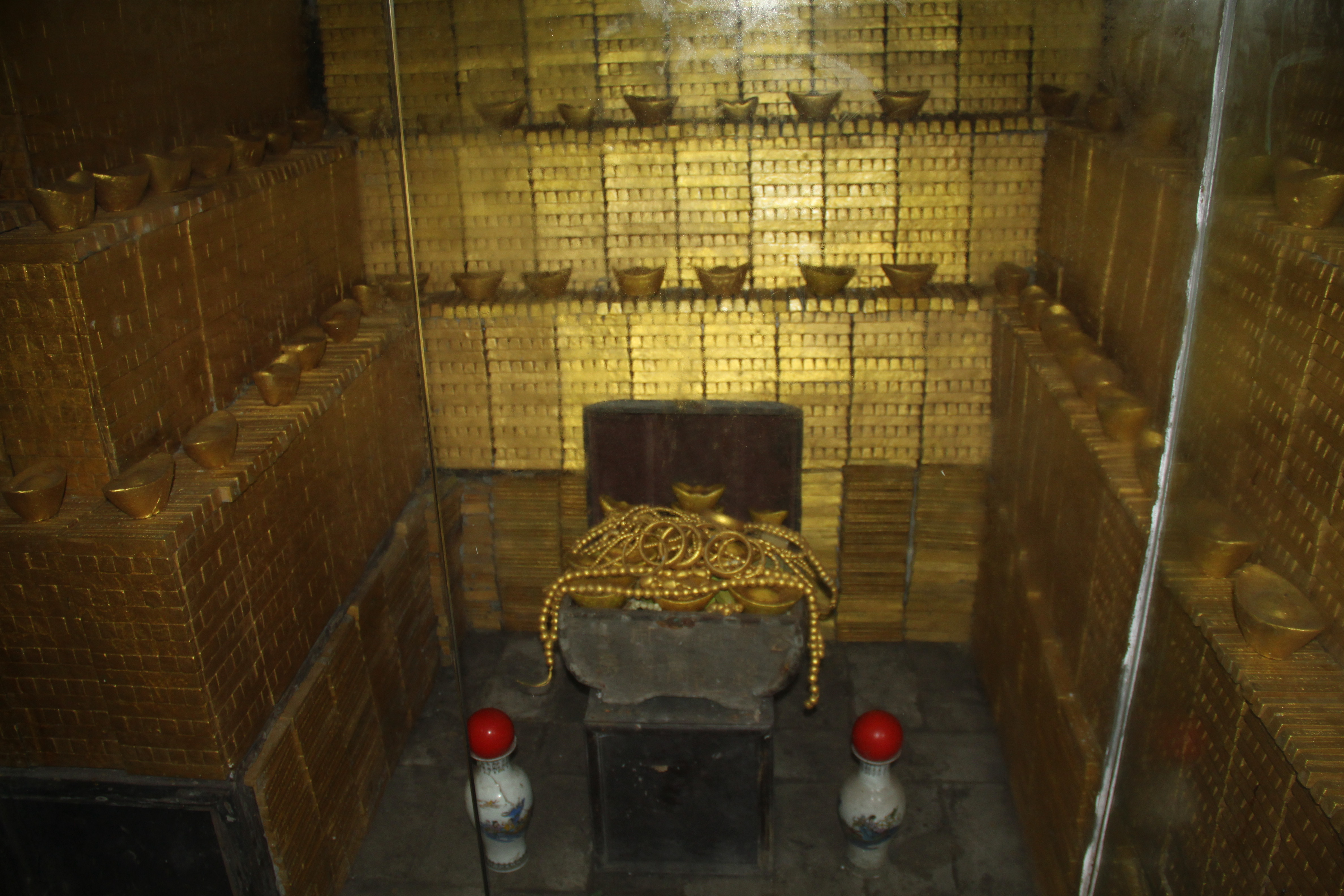
康百萬莊園的金庫

金库，一般指個人、商號及银行等金融机构为存放貴金屬、現金或有價證券等重要物品而设置的库房或容器。

## 国家金库
国家金库简称国库，是国家专门设立的金融机关，详见国库。

## 金库之最
美国纽约曼哈顿自由大街33号纽约联邦储备银行，存放了超过7000吨的黃金。约占全球官方黄金储备的四分之一。
英格兰银行擁有超過40萬條金條，這些金條總值1940億英鎊（2502億美元；1.76萬億元人民幣），全部疊起的高度相當於46座埃菲爾鐵塔，比23座上海中心大廈、29座台北101大樓還要更高。

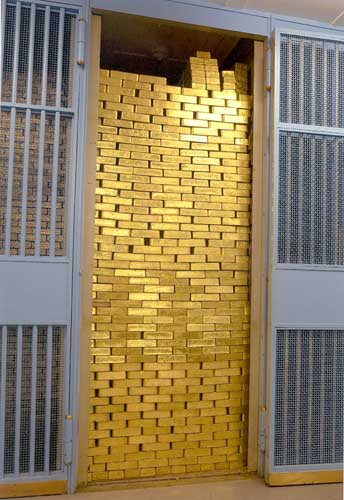
纽约联邦储备银行金库
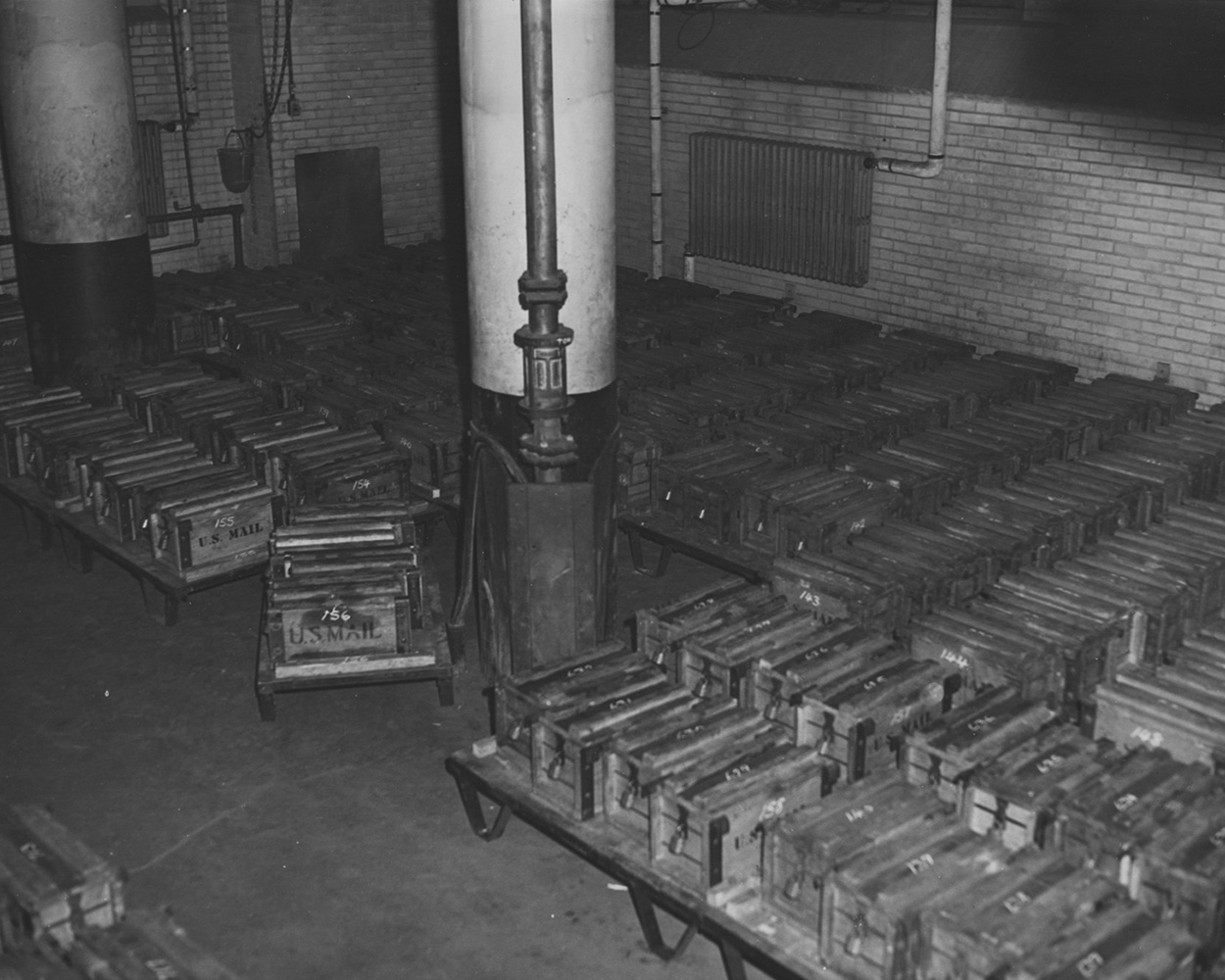
诺克斯堡美国金库（英语：United States Bullion Depository）舊照
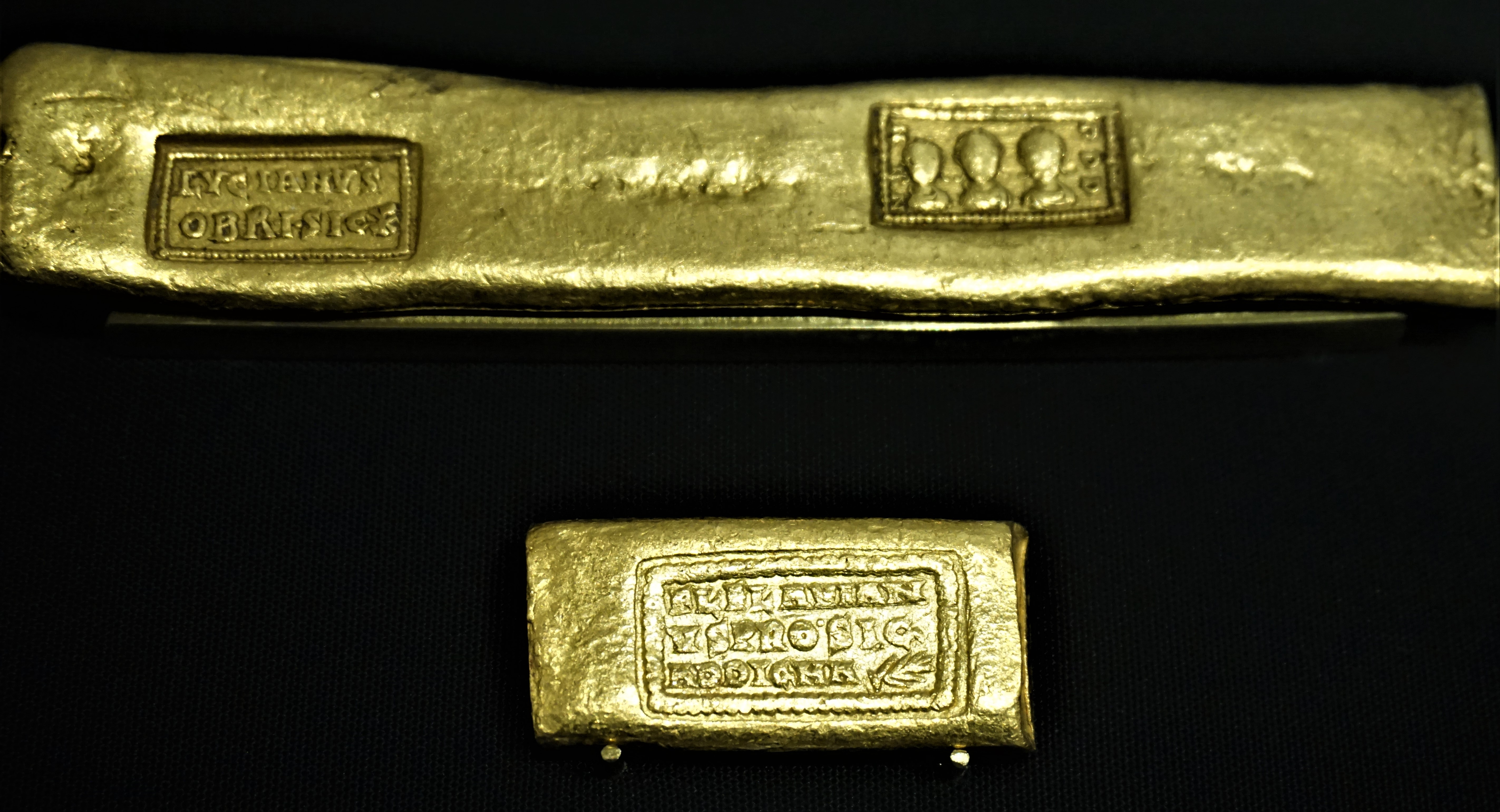
英格蘭銀行博物館展示的古羅馬金條